# 달의 물
달의 물(Lunar water)은 달에 존재하는 물을 말한다.
달의 표면에는 물이 존재할 수 없다. 태양에 의해 표면온도가 올라가 물이 수증기로 기화되어, 수소와 함께 우주로 사라지기 때문이다.
그러나 1960년대부터 과학자들은 달의 극지방의 지하에 얼음이 있을 수 있다고 추측했다. 달 표면에 깔린 얇은층의 가스에서 물 분자도 탐지했다.
물(H2O)은 화학적으로 하이드록시기(hydroxyl group, -OH)에 속한다.

## 역사
- 1978년 소련의 루나 24가 지구로 가져온 달 토양 샘플은 0.1%의 물을 포함하고 있었다.
- 1998년 루나 프로스펙터가 달에서 물을 발견했다.
- 2009년 11월 나사의 LCROSS는 달의 극지방에서 상당량의 하이드록시기를 발견했다.
- 2010년 3월, 인도 찬드라얀 1호(1.38톤)에 탑재된 나사의 Mini-RF는 달의 북극 주변의 40개 이상의 그늘진 충돌구들에 대략 6억톤의 얼음이 존재하는 것을 발견했다. Mini-RF 또는 Mini-SAR는 소형 합성개구레이다(SAR)이다

## 같이 보기
- ISRU
- 찬드라얀 1호
- 찬드라얀 2호
- 루나 플래쉬라이트
- 달 정찰 인공위성